# Diocesi di Lamiggiga
La diocesi di Lamiggiga (in latino Dioecesis Lamiggigensis) è una sede soppressa e sede titolare della Chiesa cattolica.

## Storia
Le fonti conciliari del V secolo attestano l'esistenza in Numidia (Algeria) di due sedi vescovili con lo stesso nome, Lamiggigensis, di cui una localizzata a Seriana (chiamata Pasteur in epoca coloniale) e l'altra sconosciuta.
Alla conferenza di Cartagine del 411, che vide riuniti assieme i vescovi cattolici e donatisti dell'Africa romana, presero parte due episcopi Lamiggigensis donatisti, Giuniano e Argenzio. Giuniano aveva come controparte cattolica il vescovo Innocenzo, che probabilmente prese parte anche al sinodo antipelagiano celebrato a Milevi nel 416. Argenzio invece dichiarò che nella sua città episcopale non esisteva un vescovo cattolico; Argenzio è quasi certamente da identificare con l'omonimo vescovo documentato da un'iscrizione in mosaico trovata nell'abside di una chiesa di Seriana e databile al IV secolo.
Altri due episcopi Lamiggigensis, Massimo e Cardelo, figurano rispettivamente al 101º e al 122º posto nella lista dei vescovi della Numidia convocati a Cartagine dal re vandalo Unerico nel 484; in questo caso non è possibile stabilire chi dei due fosse vescovo a Seriana.
Un ultimo vescovo di Lamiggiga è documentato nell'epistolario di Gregorio Magno. In una lettera datata al mese di maggio del 591, il papa ordina di indagare sul vescovo Argenzio di Lamiggiga, accusato da due diaconi della sua Chiesa di aver commesso nei loro confronti delle gravi ingiustizie e di essersi fatto corrompere dai donatisti.
Dal 1933 Lamiggiga è annoverata tra le sedi vescovili titolari della Chiesa cattolica; dal 23 marzo 2007 il vescovo titolare è José Luis Mendoza Corzo, vescovo ausiliare di Tuxtla Gutiérrez.

## Cronotassi

### Vescovi
Lamiggiga I
- Innocenzo † (prima del 411 - dopo il 416 ?)
  - Giuniano † (menzionato nel 411) (vescovo donatista)
- Massimo o Cardelo † (menzionato nel 484)

Lamiggiga II
- Argenzio I † (menzionato nel 411) (vescovo donatista)

- Massimo o Cardelo † (menzionato nel 484)
- Argenzio II † (menzionato nel 591)

### Vescovi titolari
- James Edward Charles Burke, O.P. † (8 aprile 1967 - 28 maggio 1994 deceduto)
- Gonzalo Duarte García de Cortázar, SS.CC. (31 gennaio 1995 - 7 marzo 1998 dimesso)
- John Charles Wester (30 giugno 1998 - 8 gennaio 2007 nominato vescovo di Salt Lake City)
- José Luis Mendoza Corzo, dal 23 marzo 2007